# Rulles (rivier)
De Rulles is een riviertje in de Belgische provincie Luxemburg, dat ontspringt in het woud van Anlier en te Tintigny uitmondt in de Semois op een hoogte van 330 meter.
De Rulles vormt de grens tussen de streken de Ardennen ten noorden en de Gaume ten zuiden van de stroom.

## Zijrivieren
- De Anlier
- De Mellier
- De Mandebras